# エミール・ハウスマン

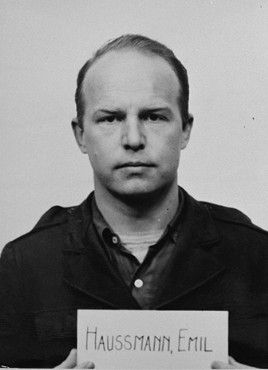
エミール・ハウスマン

エミール・ハウスマン（Emil Haussmann, 1910年10月11日 - 1947年7月31日）は、ドイツの軍人。ナチス・ドイツの時代、親衛隊（SS）の将校としてアインザッツグルッペDの下級編成アインザッツコマンド12（Einsatzkommando 12）に所属し、占領下ウクライナにおけるホロコーストに関与した。最終階級は親衛隊少佐。1947年、アインザッツグルッペン裁判の被告となったが、判決が確定する前に自殺した。

## 経歴
1910年、ラーヴェンスブルクにて生を受ける。父はオーバーシュヴァーベン国民新聞（Oberschwäbische Volkszeitung）に務める会計士だった。1930年1月、19歳のハウスマンは国家社会主義ドイツ労働者党（NSDAP, ナチ党）に入党した。当時は国民学校で教師を務めていた。1937年、親衛隊情報部（SD）の常勤職員となり、シュトゥットガルトに設置されていたSD上級地区南西（SD-Oberabschnitt Süd-West）のユダヤ人担当課（Judenreferat）に配属された。
ポーランド侵攻が始まると、アインザッツグルッペVIに移る。ハウスマンは、SD業務担当幕僚としてアインザッツグルッペVIに配属されていたアルベルト・ラップの「右腕（rechte Hand）」として知られていた。当時アインザッツグルッペVIの指揮を執っていたエーリヒ・ナウマンは、後にハウスマンと共に戦犯として起訴されている。戦闘の終結後、ハウスマンとラップはポーランドに残った。その後、ラップはポーゼンに設置された再定住中央局（UWZ）に配属された。
ソ連邦への侵攻が始まると、ハウスマンはアインザッツコマンド12に配属された。敗戦後の1947年、アインザッツグルッペン裁判の被告となる。同年7月29日、ハウスマンは他の共同被告らと共に、1.「人道に対する罪」、2.「戦争犯罪」、3.「犯罪組織への所属」の3点について起訴を受けた。この2日後、ハウスマンは独房の中で自殺したため、裁判からは除外された。